# Mononeuropatia
A Mononeuropatia (ou mononeurite) é um tipo de neuropatia que só afeta um único nervo periférico ou craniano. É diagnosticamente útil distingui-las de neuropatia periférica e neuropatia autonômica porque a limitação em extensão faz isto mais provável que a causa é um trauma localizado ou infecção.  
A sensação de agulhadas no pé dormente do paciente (parestesia) pode ser causada por um tipo de mononeuropatia, embora somente pode ser resolvida movendo e ajustando o pé a uma posição mais apropriada.
A mononeuropatia é comumente tida como uma das causas das mais diversas deficiências físicas, posto que a lesão de ligações nervosas está entre as causas de paralisias, paresias, monoparesias, diplegias.